# Fossarina
Fossarina là một chi ốc biển, là động vật thân mềm chân bụng sống ở biển trong họ Trochidae,.
Chi Fossarina đã được xếp vào phân họ mới được tạo Fossarininae bởi Williams và cộng sự năm 2010.

## Các loài
Các loài trong chi Fossarina gồm có:
- Fossarina brazieri Angas, 1871
- Fossarina funiculata Tenison-Woods, 1880
- Fossarina hoffmeisteri Ladd, 1966
- Fossarina patula A. Adams & Angas, 1863
- Fossarina petterdi Crosse, 1870
- Fossarina rimata (Hutton, 1884)

Danh sách này không đầy đủ, bạn cũng có thể giúp mở rộng danh sách.